# Pardosa mendicans
Pardosa mendicans là một loài nhện trong họ Lycosidae.
Loài này thuộc chi Pardosa. Pardosa mendicans được Eugène Simon miêu tả năm 1882.